# This Used to Be My Playground
This Used to Be My Playground is een lied van Madonna, dat in 1992 op single werd uitgebracht.

## Achtergrondinformatie
This Used to Be My Playground werd geschreven en opgenomen voor de bioscoopfilm A League of Their Own, waarin, naast Madonna zelf, Tom Hanks, Geena Davis en Rosie O'Donnell speelden. De klankvolle ballad werd een nummer 1-hit in de Verenigde Staten, en deed het in de meeste andere landen ook erg goed in de hitlijsten. Zo ook in Nederland.
In de melancholische ballade zingt Madonna over een plek die voorheen belangrijk voor haar was. This Used To Be My Playground was een van de vele film soundtracks waar Madonna een internationale hit van maakte. Het lied was gek genoeg geen onderdeel van de soundtrack-cd van A League of Their Own. Pas in 1995 kwam het lied op een album te staan; Madonna's balladsverzamelalbum Something to Remember.

## Videoclip
In de videoclip van This Used to Be My Playground is te zien hoe er door een foto-album wordt gebladerd. Op iedere pagina is Madonna zingend te zien, in een jaren 40-stijl. Ook zijn er beelden uit de film te zien. Als het boek helemaal doorgebladerd is, worden de pagina's weer teruggeslagen tot aan het begin.